# Ceryx alberici
Ceryx alberici är en fjärilsart som beskrevs av Abel Dufrane 1945. Ceryx alberici ingår i släktet Ceryx och familjen björnspinnare. Inga underarter finns listade i Catalogue of Life.